# Epepeotes integripennis
Epepeotes integripennis là một loài bọ cánh cứng trong họ Cerambycidae.